# Christian Olde Wolbers
Christian Olde Wolbers (nacido el 5 de agosto de 1972 en Amberes, Bélgica) es un músico y productor belga. Fue uno de los numerosos bajistas de la banda Fear Factory, desde diciembre de 1993 hasta 2002 cuando el grupo se disolvió. Desde la reforma del grupo en 2003, Christian ha cambiado a la guitarra, aunque toca muchos otros instrumentos incluyendo el teclado, tocadiscos y el contrabajo. Actualmente es miembro de Powerflo.

## Biografía
Wolbers no fue a Norteamérica hasta 1993. Se unió a Fear Factory en diciembre de 1993, después de que los miembros de la banda solicitaran al antiguo bajista Andrew Shives que abandonara el grupo. Conoció a Fear Factory en Los Ángeles, California a través de Bobby Hambel, de Biohazard en diciembre de 1993. 
Christian Olde Wolbers grabó cinco discos con Fear Factory, Demanufacture (1995), Obsolete (1998), Digimortal (2001), Archetype (2004) y Transgression (2005). En julio de 2005, el periódico belga Het Laatste Nieuws divulgó que Olde Wolbers mantenía una relación con la cantante Karen Damen del grupo belga K3. Aunque nació en Bélgica, Christian posee nacionalidad holandesa.

## Contribuciones
En 2006 ayudó con la producción y la mezcla de la banda danesa/francesa Mnemic. También ha producido el álbum de Bleed The Sky, Murder the Dance. En 2006 produjo el álbum debut de Threat Signal. Ha sido guitarrista de apoyo en vivo de Korn en tres conciertos, y aparece como guitarrista invitado junto con el cantante Teri Flynn en el EP This World.